# 栗城祥子
栗城 祥子（くりき しょうこ）は、日本の漫画家。神奈川県相模原市出身。『少女コミック』などを中心に活動。同じく漫画家のくりきあきこは妹。

## 経歴
- 東京都出生。相模原出身。

## 代表作品

### 連載
- ヴァージン・トライ（原作：喜多嶋隆、少女コミック1987年2月20日～8月5日号）
- ぴかる☆元気です！（小学五年生・1992年4月号～1993年3月号・小学六年生・1993年4月号～1994年3月号）
- あすかBOY（小学六年生・1994年4月号～1995年3月号）
- なつき・グラフィティ（小学五年生・1995年3月号～小学六年生・1996年3月号）
- しちゃおか!（小学五年生・1996年4月～1997年3月号）
- ハッピー☆タイム（小学五年生・1997年4月～1998年3月号）
- ときめきMIXパフェ（小学五年生・1997年4月号～1998年3月号）
- 金のオーラを持つ少女（フラワーコミックス）
- 桜姫ろまんちっく・ゲーム（フラワーコミックス）
- 地球で一番キミが好き（フラワーコミックス）
- みんなとんがれ（フラワーコミックス）
- テディ・ベア天国
- 平賀源内の猫(お江戸ねこぱんち)

### 読み切り
- あなたとダンシング・ドリーム（少女コミック1987年1月1日号）
- パニック THE ヒーロー（少女コミック1987年9月20日号）
- ぬくもりほどの愛で…（少女コミック1985年2月5日号）
- あなたにビートアップ（少女コミック1985年6月5日号）
- もうひとつの夏（少女コミック1985年9月5日号）
- アウトサイド・キッド（少女コミック1985年10月20日号）
- なるみのエンジェルイブ（1996年ちゃおDX冬の増刊号）
- 時計台ロマンス（1996年ちゃおDX春の増刊号）
- ひとやすみの木（デジールDX 2005年夏の号）
- 朝が来るまで（フォアミセス）
- まねっこママ（デジール 2007年4月号）
- ハートガーデン（デジールスペシャル 2009年4月号）

### 挿絵
- レストラン海賊船へようこそ!（てんとう虫ブックス）早野美智代・著
- 初恋おまじないピザ―レストラン海賊船（てんとう虫ブックス）早野美智代・著
- ハワイのパイナップリンセス―レストラン海賊船（てんとう虫ブックス）早野美智代・著
- おまたせ!オムレツできあがり 日本児童文学者協会・編

### 中国語版
- 金灵气少女 - 邦題：金のオーラを持つ少女
- 淘气男人婆 - 邦題：あすかBOY
- 元氣一番美少女 - 邦題：ぴかる★元気です!
- 泰迪熊樂園（長鴻出版社） - 邦題：テディ・ベア天国
- 青澀寶貝（長鴻出版社） - 邦題：ときめきMIXパフェ

### その他
- 南中物語（相模原市立南中学校設立当時を漫画化）

## 単行本
- みんなとんがれ

1. 1988年05月発行  ISBN 9784091328311
2. 1988年11月発行  ISBN 9784091328328

- 金のオーラを持つ少女 1990年02月発行  ISBN 9784091333711
- 桜姫ろまんちっく・ゲーム 1991年09月発行  ISBN 9784091333728
- 地球で一番キミが好き 1992年09月発行  ISBN 9784091333735
- ぴかる　元気です

1. 1993年12月発行  ISBN 9784091355515
2. 1994年04月発行  ISBN 9784091355522

- テディ・ベア天国 1993年02月発行  ISBN 9784091333742
- あすかBOY 1995年11月発行  ISBN 9784091424211
- ときめきMIXパフェ 1998年05月発行  ISBN 9784091424228
- 平賀源内の猫　1．2 ．2019年12月発行　ASIN: B0832MMBPM(電子書籍)